# Koherentism
Koherentism är en kunskapsteoretisk riktning som menar att en trosutsaga är rättfärdigad om den på något sätt "hänger ihop" med en individs övriga trosföreställningar. Man brukar säga att en trosföreställning är rättfärdigad om den ingår i en maximalt koherent mängd av trosföreställningar. Att en mängd av trosföreställningar är koherent betyder att de olika trosföreställningarna ger stöd för, eller kan härledas från, eller utgör evidens för, varandra. Koherentismen står i motsats till fundamentismen.